# スズキ・テンプター
テンプター (Tempter) とは、スズキが製造販売していたオートバイの車種である。正式表記はST400V、国土交通省における認可型式はNK43A、原動機型式はK409となる。 

## 概要
テンプターは1997年に発売された。絶大な人気を誇るヤマハ発動機のSR400に対抗するトラデショナルな車両として位置付けられ、車体デザインはヨーロピアンスタイル、特に英国製のビンテージバイクをイメージしている。
搭載されたエンジンは、同社のクルーザー（アメリカン）モデルであるサベージ400のものをベースにカムプロフィールと排気側ロッカーアームを変更して若干高回転寄りにした排気量396ccの空冷4ストロークSOHC4バルブ単気筒である。
その直立したシリンダーとノートンの「フェザーベッドフレーム」に似た独特のフレームワークがクラシカルな雰囲気を生み出している。始動方式はセルスタートのみ。
車体の多くは新設計で、ブレーキは前後ともドラムだが、前輪側はGT750にも用いられていたダブルパネルツーリーディングという構造を復活させた（ただし復刻ではなく新規鋳型となっている）。これらのブレーキをH型リムと組み合わせたスポークホイールも、クラシカルな外観に一役買っている。
2000年にはライン入りの新タイプの外装が追加されたものの、同年が最後のラインナップとなり2002年末までに製造終了となった。
なお「テンプター」のサブネームは、1980年代前半にスズキが生産していたGR650でも使われた名称である。英語の "Tempter" は「誘惑者」を意味する語であり、「魅惑的なオートバイ」をイメージして命名された。